# 巴色
巴色，一译百細，是老撾南部的城市，也是占巴塞省的省會，始建於1905年，曾經是占巴塞王國的首都，每年平均降雨量2,164毫米，2015年有人口约5万人，是全國第四大城市:68，居民主要信奉佛教。巴色市内有占巴塞大学，为老挝最早成立的三所大学之一。
巴色因位於色東河匯流至湄公河河口而得名，“巴”寮文意思為口，即河口之意，而“色”為色東河簡稱。1940年第二次泰法戰爭期间，泰國軍隊佔領了巴色。